# Elke Kaiser
Elke Kaiser (* 4. Juni 1964) ist eine deutsche Prähistorikerin. Sie ist seit 2014 Professorin für die Archäologie des Westlichen Eurasiens an der Freien Universität Berlin.

## Leben
Kaiser wurde 2000 an der Freien Universität Berlin (FU) mit einer Arbeit zur Katakombengrabkultur zwischen Dnepr und Prut promoviert. Nach einem Forschungsaufenthalt am Archäologischen Institut der Akademie der Wissenschaften der Ukraine wurde sie 2001 wissenschaftliche Assistentin am Institut für Prähistorische Archäologie an der Freien Universität. Von 2008 bis 2012 leitete sie eine Nachwuchsgruppe im Exzellenzcluster Topoi an der FU. Im Wintersemester 2012/13 lehrte sie als Gastprofessorin an der Historischen Fakultät der Adam-Mickiewicz-Universität Posen. 
Sie habilitierte sich 2013 mit einer Schrift über Das 3. Jahrtausend v. Chr. in der osteuropäischen Steppe. Nach einem Jahr als Gastprofessorin am Institut für Prähistorische Archäologie der FU wurde sie 2014 als ordentliche Professorin für die Archäologie des Westlichen Eurasiens an die FU Berlin berufen.
Sie war von 2020 bis 2023 Vorsitzende der Berliner Gesellschaft für Anthropologie, Ethnologie und Urgeschichte.

## Schriften (Auswahl)
- Studien zur Katakombengrabkultur zwischen Dnepr und Prut. Mainz am Rhein 2003, ISBN 3-8053-3152-5.
- mit Katerina P. Bunjatjan und Alla V. Nikolova: Bronzezeitliche Bestattungen aus dem unteren Dneprgebiet. Boris Nikolaevič Mozolevskij gewidmet. Langenweissbach 2006, ISBN 3-937517-39-1.
- mit Eugen Sava: Die Siedlung mit „Aschehügeln“ beim Dorf Odaia-Miciurin, Republik Moldova. Chişinău 2011, ISBN 978-9975-80-525-4.
- Das dritte Jahrtausend im osteuropäischen Steppenraum. Kulturhistorische Studien zu prähistorischer Subsistenzwirtschaft und Interaktion mit benachbarten Räumen. Berlin 2019, ISBN 978-3-9819685-1-4.